# とび★うおーず
とび★うおーず（英: Help! I'm a Fish, A Fish Tale、丁: Hjælp, jeg er en fisk）は、2001年に公開されたデンマークの長編アニメ映画である。製作はデンマークのA. Film。監督はStefan Fjeldmark と Michael Hegner。英語版にはジョー役にアラン・リックマンが、マックリル教授役にテリー・ジョーンズが声優として参加した。イギリスで公開された後になる2005年4月にはラテンアメリカのカートゥーン ネットワークで放送された。デンマークのティーン・ガールズ・ポップスグループLittle Treesが主題歌"Help! I'm a Fish (I'm A Little Yellow Fish)"を歌い、この曲はイギリスにおいてシングルカットされた。デンマークのガールズグループCreamy もこの曲をカバーした。

## あらすじ
13歳の少年・トビーは、ある日、妹のステラといとこのジェリーを連れて海へ船釣りに出かけるが、波にさらわれて岩場の奥にある秘密の研究所に漂着してしまう。そこでは、マックリル教授が人間を魚に変える薬を開発していた。トビーとジェリーが目を離した隙に、ステラは薬を飲んでヒトデに変身、海に捨てられてしまう。トビーとジェリーは、ステラを探すべく薬を飲んで、トビウオとクラゲに変身して海に入る。人間に戻る為には、48時間以内にニンゲン薬を飲まなければならないのだが、旅をする中で3人は、悪のサカナ帝国の帝王・ジョーの陰謀に巻き込まれてしまうのだった。

## 声の出演
| 役                   | デンマーク語             | 英語                                                                         | 日本語             |
| -------------------- | ------------------------ | ---------------------------------------------------------------------------- | ------------------ |
| フライ（トビー）     | Sebastian Jessen         |                                                                              | 田中真弓           |
| ステラ               | Pil Neja                 | Michelle Westerson                                                           | さとう珠緒         |
| チャック（ジェリー） | Morten Kernn Nielsen     | アーロン・ポール                                                             | 林原めぐみ         |
| マックリル教授       | ソレン・セッテル・ラッセ | テリー・ジョーンズ                                                           | 山寺宏一           |
| ジョー               | Nis Bank-Mikkelsen       | アラン・リックマン                                                           | 壤晴彦             |
| シャーク             |                          | デヴィッド・ベイトソン                                                       | 郷里大輔           |
| エビ爺さん           |                          |                                                                              | 石井隆夫           |
| パパ                 |                          | ジョン・ペイン                                                               | 大滝寛             |
| ママ（リサ）         |                          | テリル・ロセリー                                                             | こはたあつこ       |
| アンナ               | ギタ・ノービー           | ポーリン・ニューストーン                                                     | 巴菁子             |
| バスドライバー       |                          | リチャード・ニューマン                                                       | 井之上隆志         |
| シーバス             |                          | スコット・マクニール                                                         | 緒方賢一           |
| バスを待つ魚         |                          | イアン・ジェームズ・コーレット ゲイリー・チョーク タバサ・セント・ジェルマン | 佐々木健、佐藤晴男 |